# Çatmakaya, Seydişehir
Çatmakaya là một xã thuộc huyện Seydişehir, tỉnh Konya, Thổ Nhĩ Kỳ. Dân số thời điểm năm 2011 là 484 người.